# NGC 2292
NGC 2292 ist eine linsenförmige Galaxie vom Hubble-Typ SB0 und liegt im Sternbild Großer Hund am Südsternhimmel. Sie ist schätzungsweise 82 Millionen Lichtjahre von der Milchstraße entfernt und hat einen Durchmesser von etwa 105.000 Lichtjahren. Gemeinsam mit NGC 2293 und NGC 2295 bildet sie ein gravitativ gebundenes Galaxientriplett.

Das Objekt wurde am 20. Januar 1835 von John Herschel entdeckt.